# Трипалладийгольмий
Трипалладийгольмий — бинарное неорганическое соединение
палладия и гольмия
с формулой HoPd3,
кристаллы.

## Получение
- Сплавление стехиометрических количеств чистых веществ:

{\displaystyle {\mathsf {3Pd+Ho\ {\xrightarrow {1730^{o}C}}\ HoPd_{3}}}}

## Физические свойства
Трипалладийгольмий образует кристаллы
кубической сингонии,
пространственная группа P m3m,
параметры ячейки a = 0,4069 нм, Z = 1,
структура типа тримедьзолота AuCu3
.
Соединение конгруэнтно плавится при температуре 990°C
и имеет область гомогенности 75÷79,5 ат.% палладия.